# Go! Mokulele
Go! Mokulele était une compagnie aérienne régionale américaine. Elle était une coentreprise entre Mesa Airlines et Mokulele Airlines créé en 2009. Elle a cessé ses activités en 2012.

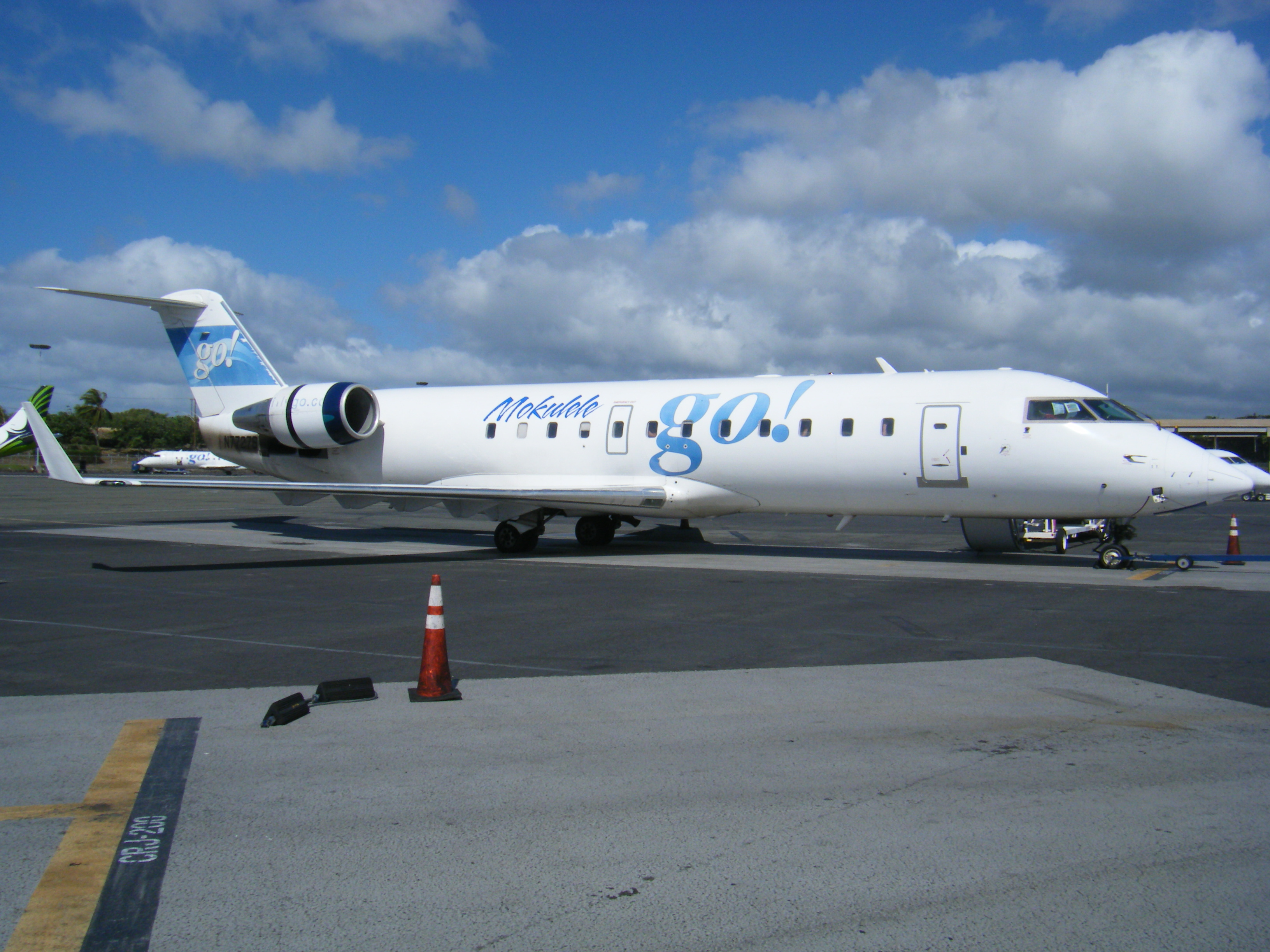
Appareil de la compagnie Go! Mokulele en 2009.